# Disclosure (band)
Disclosure is een Britse houseact die bestaat uit de broers Guy (1991) en Howard (1994) Lawrence. Disclosure maakt housemuziek in de UK garagestijl.

## Biografie
Als tieners begonnen ze met het produceren van housemuziek nadat Guy als achttienjarige voor het eerst uitging in clubs. Ze kochten wat goedkope apparatuur en begonnen in het ouderlijk huis muziek op te nemen. De eerste producties plaatsten ze op Myspace. Dat trok vrijwel direct de aandacht van het label Moshi Moshi Records die de twee tieners een deal aanbood.
Er verschenen nog enkele singles en ep's. De single Tenderly/Flow (2012) werd door radiozenders opgepikt. In eigen land brak de groep eind 2012 door met de single Latch dat ze met singer-songwriter Sam Smith opnamen. Het nummer bereikte in Groot-Brittannië de 11de plaats. White Noise bereikte zelfs de 2de plaats. Het duo werkte ook samen met zangeres Eliza Doolittle en de groep London Grammar. Ze stonden twee keer in een uitverkochte Melkweg. In 2013 en 2014 trad de groep op in een volle tent op Lowlands.
Het album Settle verscheen in de zomer van 2013. Rolling Stone zette het album op de dertiende plek van beste albums van 2013. De plaat werd genomineerd voor een Grammy Award. In 2014 namen ze het nummer F For You op met Mary J. Blige. Ook dit nummer werd een hit en kreeg een Grammy Award-nominatie. 

### 2015-2018: Caracal en sabbatical
Na het wereldwijde succes van hun debuut studioalbum, Settle en een wereldtournee, begon het duo aan hun tweede studioalbum genaamd Caracal. Hierbij is samengewerkt met Sam Smith, Lorde, Gregory Porter, Lion Babe, Kwabs, The Weeknd, Nao, Miguel, Jordan Rakei en Brendan Reilly. 
De muziekvideo's voor de officiële singles van het album die op YouTube zijn gepubliceerd, zijn met elkaar verbonden en volgen een verhaallijn, waarbij elke nieuw uitgebrachte video deel uitmaakt van het plot. De video's volgen een jonge vrouw in een sci-fi, dystopische wereld die om onbekende reden wordt achtervolgd door de politie.
Drie singles werden op voorhand uitgebracht: "Omen", "Holding On" en "Jaded". Twee promotionele singles werden ook uitgebracht: "Willing and Able" en "Hourglass". Het album werd op 25 september 2015 uitgegeven door PMR Records en Island Records. Dit album werd genomineerd voor een Grammy Award voor Best Dance/Electronic Album.
In februari 2017 kondigden het duo aan dat ze een jaar pauze zouden nemen, met uitzondering van "een paar speciale dingen", waaronder optredens met BBC Radio 1 op Ibiza en de terugkeer van hun festival Wildlife in de zomer.

### 2018 - nu: Derde studioalbum
In januari 2018 bevestigde het duo dat ze bezig waren met het opnemen van hun derde studioalbum, uit te brengen in de zomer van 2019. Na hun pauze publiceerde Disclosure in mei 2018 een nummer genaamd "Ultimatum" met Fatoumata Diawara. In augustus 2018 werden dagelijks vijf nieuwe nummers uitgebracht: "Moonlight", "Where Angels Fear to Tread", "Love Can Being So Hard", "Funky Sensation" en "Where You Come From". De singles kondigden bovendien hun comeback aan in de studio en onthulden dat ze begonnen waren met het schrijven en produceren van nieuw materiaal, dat uiteindelijk hun derde studioalbum zou vormen.

## Discografie

### Singles

#### Hitnoteringen
| Single met eventuele hitnotering(en) in de Nederlandse Top 40 | Datum van verschijnen | Datum van binnenkomst | Hoogste positie | Aantal weken | Opmerkingen                                      |
| ------------------------------------------------------------- | --------------------- | --------------------- | --------------- | ------------ | ------------------------------------------------ |
| Latch                                                         | 2012                  | -                     |                 |              | met Sam Smith / Nr. 60 in de Single Top 100      |
| You and Me                                                    | 2013                  | 22-06-2013            | tip6            | -            | met Eliza Doolittle                              |
| Holding On                                                    | 2015                  | 11-07-2015            | 35              | 2            | met Gregory Porter / Nr. 69 in de Single Top 100 |
| Omen                                                          | 2015                  | 15-08-2015            | 27              | 11           | met Sam Smith / Nr. 27 in de Single Top 100      |
| Magnets                                                       | 2015                  | 10-10-2015            | tip23           | -            | met Lorde / Nr. 74 in de Single Top 100          |
| Know Your Worth                                               | 2020                  | 15-02-2020            | 19              | 9            | met Khalid                                       |
| Tondo                                                         | 2020                  | 02-05-2020            | tip3            | 10           |                                                  |

#### Albums
- Settle (2013)
- Caracal (2015) (25/09)
- Energy (2020)
- Alchemy (2023)

#### Singles
- Offline Dexterity (2010)
- Carnival/I Love... That You Know (2011)
- Latch (ft. Sam Smith) (2012)
- The Face EP (2012)
- Tenderly/Flow (2012)
- F For You (2013)
- Help Me Lose My Mind (ft. London Grammar) (2013)
- Voices (ft. Sasha Keable) (2013)
- You & Me (ft. Eliza Doolittle) (2013)
- White Noise (ft. AlunaGeorge) (2013)
- When A Fire Starts To Burn (2013)
- Together (ft. Sam Smith, Nile Rodgers & Jimmy Naples) (2013)
- When A Fire Starts To Burn (2013)
- Control EP (2013)
- Apollo (2014)
- F For You (ft. Mary J. Blige) (2014)
- The Mechanism (ft. Friend Within) (2014)
- January (2014)
- Right Now (ft. Mary J. Blige) (2014)
- Holding on (ft. Gregory Porter) (2015)
- Omen (ft. Sam Smith) (2015)
- Ultimatum (ft. Fatoumata Diawara) (2018)